# Сочинский симфонический оркестр
Сочинский симфонический оркестр – российский музыкальный коллектив, основанный в 1991 году. 

## История коллектива
Созданный в 1991 году оркестр вначале представлял собой камерный коллектив. В 2001-м ему был присвоен статус «Сочинский муниципальный симфонический оркестр».
В 2017 году художественным руководителем оркестра был назначен петербургский дирижёр и композитор Антон Лубченко. С этого момента в творческой жизни коллектива начался новый этап. При поддержке администрации города, а также активно налаживая сотрудничество со спонсорами и попечителями, новому руководителю в короткий срок удалось увеличить количество музыкантов в оркестре с 34 до 75, при этом набор новых музыкантов продолжается до сих пор.
В марте 2018 года по инициативе Антона Лубченко был учреждён специальный «Благотворительный фонд поддержки Сочинского симфонического оркестра», с помощью которого обеспечивается развитие коллектива и реализация новых программ.
Сегодня в составе оркестра на постоянной основе работают музыканты из Москвы, Петербурга, Краснодара, Ростова, Минска, Харькова, Владивостока, Перми.
С октября 2019 по приглашению Антона Лубченко первой скрипкой оркестра стал известный российский скрипач Владлен Ованесьянц, до приглашения в Сочи долгие годы работавший концертмейстером в оркестре «Новая Россия» п/у Юрия Башмета, а также в оркестре Большого театра России. Музыкант является представителем скрипичной исполнительской школы Григория Жислина.
Основная площадка для выступлений Сочинского симфонического оркестра с 2018 года — сцена знаменитого Зимнего театра.
Постоянными творческими партнёрами коллектива являются такие артисты, как Денис Мацуев, Сергей Ролдугин, Алексей Володин, Юлия Лежнева, Екатерина Мечетина, Павел Милюков, Александр Рамм, Ольга Перетятько, Гайк Казазян, Мирослав Культышев, и др.
Главный дирижёр оркестра — Лауреат премии Правительства РФ Олег Солдатов. В настоящее время Сочинский симфонический оркестр является единственным академическим музыкальным коллективом в России, в котором посты художественного руководителя и главного дирижёра занимают разные люди.
С сентября 2020 года художественным руководителем Сочинского симфонического оркестра был назначен Алексей Асланов.
С 1 августа 2021 года Сочинский симфонический оркестр получил статус "муниципального автономного учреждения культуры".

## Творческая деятельность коллектива (2018-2024 гг.)
, Цикл концертов русской музыки, реализуемый новым маэстро в Зимнем театре, позволил обогатить репертуар оркестра симфоническими, кантатными и даже оперными сочинениями Глинки, Мусоргского, Чайковского, Рахманинова, Скрябина, Метнера, Стравинского, Прокофьева, Шостаковича, Хачатуряна, Кабалевского, Хренникова, Гаврилина, Тищенко, Фрида, Слонимского, Пахмутовой. Делая акцент на русских композиторах, руководство коллектива не оставляет вниманием и западную классику: в программах оркестра исполняются симфонические и оперные партитуры Бетховена, Мендельсона, Шумана, Брамса, Россини, Верди, Масканьи.
С 2018 года коллектив оркестра стал постоянным партнером Парка науки и искусства «Сириус», являющегося частью крупнейшего Образовательного центра, Попечительский совет которого возглавляет Президент РФ.
Серия концертов оркестра с талантливыми российскими детьми —  воспитанниками Образовательного центра «Сириус» — стала отдельным направлением деятельности коллектива.
С 2018 года оркестр развивает сотрудничество с киноиндустрией. Коллектив записал саундтреки к двум фильмам: «Чужая жизнь» («Ленфильм», режиссёр — Виктор Татарский) и «Охота на певицу» (16 серий, «Телекомпания НТВ», режиссёр — Александр Касаткин). Также по заказу городских властей Берлина осуществил запись музыкального сопровождения для выставки, проходившей в зале Красной Ратуше в столице Германии.
В 2019 году коллективу выпала честь открывать региональную программу Перекрёстного Года музыки Великобритании и России.
В том же году он был приглашён для участия в культурной программе Российско-Австрийского форума «Сочинский диалог»: оркестр сыграл концерт с солистами Санкт-Петербургского Дома Музыки и народным артистом России Сергеем Ролдугиным под управлением Антона Лубченко и австрийского дирижёра Йоганесса Пелла в присутствии Президента Австрии Александра Ван дер Беллена и Администрации Президента России.
В 2020 году коллектив начал активно работать в сфере звукозаписи. В январе под управлением художественного руководителя к 75-летию Победы в Великой Отечественной войне осуществлена первая запись полной версии Симфонии «Хроника блокады» Бориса Тищенко (в исполнении и записи принимала участие вдова композитора, заслуженная артистка РФ, профессор Санкт-Петербургской консерватории, арфистка Ирина Донская-Тищенко).
В марте специально для трансляции на платформе радио «Орфей» музыканты записали фильм-концерт, в который вошли Пятая симфония П. И. Чайковского и Двенадцатая симфония Д. Д. Шостаковича. Фильм был показан на телевидении в период карантина, связанного с пандемией инфекции COVID-19, в день 180-летнего юбилея Петра Чайковского. За это исполнение симфонии Чайковского коллектив и Антон Лубченко были удостоены Благодарственного письма от «Фонда им. Надежды Филаретовны фон Мекк» и его директора Дениса фон Мекк, правнучатого племянника великого русского композитора.
В июне 2020 года коллектив принял участие в записи официального Гимна Сочи авторства Алексея Евсюкова.
С сентября 2020 года Алексей Асланов становится  художественным руководителем, а с августа 2021 года и Генеральным директором Сочинского симфонического оркестра.
В 2021 году совместно с Сириусом была представлена опера «Риголетто» в концертном исполнении при участии звезд Мариинского театра.
Оркестр принимает участие 27 июля 2021 в Гала-концерте музыкального фестиваля Crescendo с Денисом Мацуевым.
Оркестр становится участником проекта 2022 года: фестиваль "Оперная классика в Сочи" с участием звезд мировой оперной сцены и Санкт-Петербургским хором «СоГласие» под управлением Павла Теплова,  на котором в течение года в концертном и полусценическом исполнении прошли показы спектаклей: «Евгений Онегин», «Травиата», «Тангейзер», «Тоска», «Паяцы», «Сельская честь», «Ночь перед Рождеством».
Участник «Первого Сочинского фестиваля классической музыки». В 2022 году, значимым событием для культурной жизни нашей страны стал «I Сочинский фестиваль классической музыки», который продлился 9 дней и прошел на 4 площадках города Сочи и Сириуса. Впервые для России, постановка оперы «Кармен» (реж. Илья Устьянцев) была специально создана и показана на открытой сцене горнолыжного курорта «Роза Хутор» на высоте 1050 метров, где природа и горный массив выступили, как часть декораций к спектаклю. Помимо постановки оперы, на горной сцене фестиваля была исполнена кантата «Кармина Бурана», и множество других крупных концертов и мероприятий. Участие в фестивале принимали главные звезды страны и победители всероссийского кастинга молодых оперных певцов, который был организован в рамках фестиваля.
Был снят фильм "Кармен" в 2022 (Режиссёр: Илья Устьянцев, Актёры: Агунда Кулаева, Азер Заде, Владислав Сулимский), доступен на платформе okko.
Участник «Первого Молодежного музыкального фестиваля», в котором принимали участие лучшие молодые музыканты и танцовщики со всей страны и артисты мирового уровня.
Участник «Роза Хутор. Классика» 2023, фестиваль объединил разные жанры классического искусства, ведущих мастеров и молодых исполнителей. Одним из главных культурных событий России в 2023 году стал проведенный в Сочи фестиваль «Роза Хутор. Классика», который стал преемником «I Сочинского фестиваля классической музыки» и получил статус международного. В горах, на высоте 560 и 1050 метров была представлена резиденция классического искусства , где прошли концерты мировых звезд классической музыки и балета. Главными событиями фестиваля стал показ балета Сергея Полунина «Мастер и Маргарита», первое выступление в России композитора и дирижера Вахида Альхана (Бахрейн), который представил с Сочинским симфоническим оркестром уникальную программу из своих сочинений. А в завершении фестиваля была представлена уникальная постановка оперы Дж. Пуччини «Турандот» под открытым небом, с участием звезд мировой оперной сцены и победителей кастинга молодых оперных певцов, который был проведен в рамках фестиваля.
Участник «III Фестиваля русской музыки» 2023.
Участник фестиваля "Русской музыки и слова в городе Сочи" 2024.